# Aleksander Elde Holmboe
Aleksander Elde Holmboe (* 8. März 2002) ist ein norwegischer Skilangläufer.

## Werdegang
Holmboe, der für den Bærums Verk Hauger IF startet, nahm bis 2022 an Juniorenrennen teil und startete im Dezember 2021 in Beitostølen erstmals im Scandinavian-Cup, wo er den 111. Platz über 15 km Freistil errang. Zudem kam er bei den Olympischen Jugend-Winterspielen 2020 in Lausanne jeweils auf den sechsten Platz im Cross sowie über 10 km klassisch und holte im Sprint die Bronzemedaille. Im folgenden Jahr lief er bei den Junioren-Skiweltmeisterschaften 2021 in Vuokatti auf den 27. Platz im Sprint. In der Saison 2021/22 holte er bei den Junioren-Skiweltmeisterschaften 2022 in Lygna die Bronzemedaille im Sprint sowie die Silbermedaille mit der Staffel und nahm in Drammen erstmals am Skilanglauf-Weltcup teil, wo er den 50. Platz im Sprint errang. In der Saison 2023/24 holte er in Trondheim mit dem 14. Platz im Sprint seine ersten Weltcuppunkte und gewann bei den U23-Weltmeisterschaften 2024 in Planica die Goldmedaille im Sprint. In der Saison 2024/25 erreichte er nach Platz eins beim FIS-Rennen in Gålå zu Beginn der Saison, in Lillehammer mit dem sechsten Platz im Sprint seine erste Top-Zehn-Platzierung im Weltcup. Sein Zwillingsbruder Nikolai Elde Holmboe ist ebenfalls als Skilangläufer aktiv.